# Asota paphos
Asota paphos là một loài bướm đêm thuộc họ Erebidae. Nó được tìm thấy ở đông bắc Himalaya tới Sundaland.
Sải cánh dài 55–59 mm.

## Phụ loài
- Asota paphos leuconota (Indonesia (Java, Sumatra), Philippines)
- Asota paphos paphos (China, India, Indonesia (Borneo, Sumatra), Malaysia, Philippines, Singapore)